# Nellie Stewart
Nellie Stewart, född 1858, död 1931, var en australisk sångare och skådespelare. Hon var känd som "Our Nell" och "Sweet Nell". Hon började sin karriär som barnskådespelare och var under 1880-talet en stjärna som operettsångare i Gilbert och Sullivan-operor. Hennes kanske mest kända roll var i titelrollen Sweet Nell of Old Drury 1902 och medverkade i filmroller under 1920-talet. 